# 北海道道609号礼文停車場線
北海道道609号礼文停車場線（ほっかいどうどう609ごう れぶんていしゃじょうせん）は、北海道虻田郡豊浦町内を結ぶ一般道道（北海道道）である。

## 概要

### 路線データ
- 起点：北海道虻田郡豊浦町礼文華（北海道道608号大岸礼文停車場線交点・JR北海道 室蘭本線 礼文駅）
- 終点：北海道虻田郡豊浦町礼文華（国道37号・北海道道344号白井川豊浦線交点）
- 総延長：2.654 km
- 実延長：2.620 km
- 重用延長：0.034 km

## 歴史
- 1968年（昭和43年）3月30日 - 路線認定[1]。

この路線は、国道37号のルート変更により一部区間が移管されたものである。

## 地理

### 通過する自治体
- 胆振総合振興局
  - 虻田郡豊浦町

### 交差する道路
豊浦町
- 北海道道608号大岸礼文停車場線 - 礼文華（起点）
- 国道37号 - 礼文華（終点）
- 北海道道344号白井川豊浦線 - 礼文華（終点）

### 沿線にある施設など
豊浦町
- JR北海道 室蘭本線 礼文駅 - 礼文華
- 礼文郵便局 - 礼文華160
- 豊浦町立礼文華小学校 - 礼文華169